# Semien Shewa (Amhara)
Semien Shewa är en zon i Etiopien.   Den ligger i regionen Amhara, i den centrala delen av landet, 130 km nordost om huvudstaden Addis Abeba. Antalet invånare är 1 837 490.